# Filmografia Angelei Lansbury

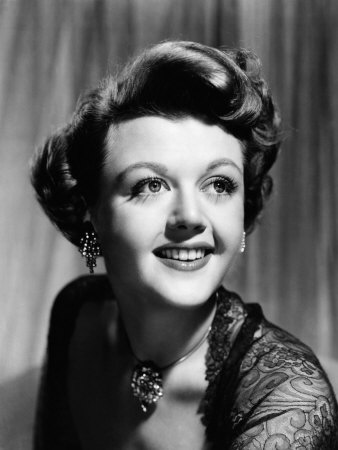
Lansbury în 1950

Actrița britanică și americană Angela Lansbury (1925-2022) a fost cunoscută pentru munca sa prolifică în teatru, film și televiziune.

## Filmografie

### Film
| An   | Titlu                                                       | Rol                                        | Note                                                         |
| ---- | ----------------------------------------------------------- | ------------------------------------------ | ------------------------------------------------------------ |
| 1944 | Lumina de gaz                                               | Nancy Oliver                               |                                                              |
| 1944 | National Velvet                                             | Edwina Brown                               |                                                              |
| 1945 | Portretul lui Dorian Gray                                   | Sibyl Vane                                 |                                                              |
| 1946 | Fetele lui Harvey                                           | Em                                         |                                                              |
| 1946 | The Hoodlum Saint                                           | Dusty Millard                              |                                                              |
| 1946 | Till the Clouds Roll By                                     | London Specialty                           |                                                              |
| 1947 | Bel Ami                                                     | Clotilde de Marelle                        |                                                              |
| 1947 | If Winter Comes                                             | Mabel Sabre                                |                                                              |
| 1948 | O poveste adevărată                                         | Kay Thorndyke                              |                                                              |
| 1948 | Cei trei mușchetari                                         | Regina Anne a Franței                      |                                                              |
| 1948 | Tenth Avenue Angel                                          | Susan Bratten                              |                                                              |
| 1949 | The Red Danube                                              | Audrey Quail                               |                                                              |
| 1949 | Samson și Delilah                                           | Semadar                                    |                                                              |
| 1951 | Kind Lady                                                   | Mrs. Nathalie Edwards                      |                                                              |
| 1952 | Mutiny                                                      | Leslie                                     |                                                              |
| 1953 | Remains to Be Seen                                          | Valeska Chauvel                            |                                                              |
| 1954 | A Life at Stake                                             | Doris Hillman                              |                                                              |
| 1955 | Masca purpurie                                              | Madame Valentine                           |                                                              |
| 1955 | O strada fără de lege                                       | Tally Dickinsen                            |                                                              |
| 1956 | The Court Jester                                            | Prințesa Gwendolyn                         |                                                              |
| 1956 | Ucide-mă te rog!                                            | Myra Leeds                                 |                                                              |
| 1958 | Lunga vară fierbinte                                        | Minnie Littlejohn                          |                                                              |
| 1958 | The Reluctant Debutante                                     | Mabel Claremont                            |                                                              |
| 1959 | Vara celei de-a șaptesprezecea păpuși                       | Pearl                                      |                                                              |
| 1960 | The Dark at the Top of the Stairs                           | Mavis Pruitt                               |                                                              |
| 1960 | Scandal la nivel înalt                                      | Contesa Lina                               |                                                              |
| 1961 | Cerul albastru din Hawaii                                   | Sarah Lee Gates                            |                                                              |
| 1962 | Cei patru cavaleri ai Apocalipsului                         | Marguerite Laurier                         | Voce (nemenționată)                                          |
| 1962 | All Fall Down                                               | Annabell Willart                           |                                                              |
| 1962 | Candidatul manciurian                                       | Mrs. Nadia Iselin                          |                                                              |
| 1963 | În răcoarea zilei                                           | Sybil Logan                                |                                                              |
| 1964 | Lumea lui Henry Orient                                      | Isabel Boyd                                |                                                              |
| 1964 | Dear Heart                                                  | Phyllis                                    |                                                              |
| 1965 | Cea mai măreață poveste spusă vreodată                      | Claudia Procula                            |                                                              |
| 1965 | Aventurile amoroase ale lui Moll Flanders                   | Lady Blystone                              |                                                              |
| 1965 | Harlow                                                      | Mama Jean Bello                            |                                                              |
| 1966 | Domnul Buddwing                                             | Gloria                                     |                                                              |
| 1970 | Something for Everyone                                      | Contesa Herthe von Ornstein                |                                                              |
| 1971 | Bedknobs and Broomsticks                                    | Miss Eglantine Price                       |                                                              |
| 1978 | Moarte pe Nil                                               | Salome Otterbourne                         |                                                              |
| 1979 | Femeia dispărută                                            | Miss Froy                                  |                                                              |
| 1980 | Oglinda spartă                                              | Miss Jane Marple                           |                                                              |
| 1982 | Ultimul inorog                                              | Mommy Fortuna                              | Voce                                                         |
| 1983 | Pirații din Penzance                                        | Ruth                                       |                                                              |
| 1984 | Legenda lupilor                                             | Granny                                     |                                                              |
| 1988 | Positive Moves                                              | Rolul ei                                   |                                                              |
| 1991 | Frumoasa și bestia                                          | Mrs. Potts                                 | Voce                                                         |
| 1997 | Frumoasa și Bestia: Crăciun fermecat                        | Mrs. Potts                                 | Voce; Direct-pe-video                                        |
| 1997 | Anastasia                                                   | Naratoare/Dowager Empress Maria Feodorovna | Voce                                                         |
| 2000 | Fantasia 2000                                               | Rolul ei (Introductory hostess)            | Segmentul The Firebird                                       |
| 2001 | Mickey's Magical Christmas: Snowed in at the House of Mouse | Mrs. Potts                                 |                                                              |
| 2003 | Broadway: The Golden Age                                    | Rolul ei (Interviu)                        | Documentar                                                   |
| 2005 | Nanny McPhee                                                | Great Aunt Adelaide                        |                                                              |
| 2008 | Heidi 4 Paws                                                | Grandmamma Sesehound                       | Voce                                                         |
| 2011 | Mr. Popper's Penguins                                       | Mrs. Selma Van Gundy                       |                                                              |
| 2013 | Justin and the Knights of Valour                            | The Witch                                  | Voce                                                         |
| 2014 | Driving Miss Daisy                                          | Miss Daisy Werthan                         | Lansarea în cinematografe a producției australiene de teatru |
| 2018 | Grinch                                                      | Mayor McGerkle                             | Voce                                                         |
| 2018 | Mary Poppins revine                                         | Balloon Lady                               |                                                              |
| 2018 | Buttons: A Christmas Tale                                   | Rose                                       |                                                              |
| 2022 | La cuțite: Misterul din Grecia                              | Rolul ei                                   | Ultimul ei rol cinematografic                                |

### Televiziune
| An        | Titlu                                          | Rol                                      | Note                                                    |
| --------- | ---------------------------------------------- | ---------------------------------------- | ------------------------------------------------------- |
| 1950–1953 | Robert Montgomery Presents                     | Rosie / Christine Manson                 | 2 episoade                                              |
| 1950–1954 | Lux Video Theatre                              | Various                                  | 4 episoade                                              |
| 1953      | The Revlon Mirror Theater                      | Joan Dexter                              | Episodul: "Dreams Never Lie"                            |
| 1953      | Ford Television Theatre                        | Lola Walker                              | Episodul: "The Ming Lama"                               |
| 1953      | Schlitz Playhouse of Stars                     | Florie                                   | Episodul: "Storm Swept"                                 |
| 1954      | Your Show of Shows                             | Rolul ei - Guest Host                    | Episode #5.15                                           |
| 1954      | General Electric True Theater                  | Daphne Rutledge                          | Episodul: "The Crime of Daphne Rutledge"                |
| 1954–1955 | Four Star Playhouse                            | Mrs. Bellatrix Hallerton / Joan Robinson | 2 episoade                                              |
| 1955      | Fireside Theatre                               | Brenda Jarvis                            | Episodul: "The Indiscreet Mrs. Jarvis"                  |
| 1955      | Stage 7                                        | Vanessa Peters                           | Episodul: "Billy and the Bride"                         |
| 1955      | The Star and the Story                         | Mrs. Jane Pritchard                      | Episodul: "The Treasure"                                |
| 1955–1956 | Celebrity Playhouse                            | Deborah                                  | 2 episoade                                              |
| 1956      | Chevron Hall of Stars                          | Laura Ellsworth                          | Episodul: "Crisis in Kansas"                            |
| 1956      | The Star and the Story                         | Mrs. Jane Pritchard                      | Episodul: "The Force of Circumstance"                   |
| 1956      | Front Row Center                               | Joyce                                    | Episodul: "Instant of Truth"                            |
| 1956      | Screen Directors Playhouse                     | Vera Wayne                               | Episodul: "Claire"                                      |
| 1956      | Studio 57                                      | Flossie Norris / Katy                    | 2 episoade                                              |
| 1956–1957 | Climax!                                        | Judith Beresford / Justina               | 2 episoade                                              |
| 1957      | Undercurrent                                   | Deborah                                  | Episodul: "Deborah"                                     |
| 1958–1959 | Playhouse 90                                   | Hazel Wills / Victoria Atkins            | 2 episoade                                              |
| 1963      | The Eleventh Hour                              | Alvera Dunlear                           | Episodul: "Something Crazy's Going on in the Back Room" |
| 1965      | The Man from U.N.C.L.E.                        | Elfie von Donck                          | Episodul: "The Deadly Toys Affair"                      |
| 1965      | The Trials of O'Brien                          | Celeste Thurlow                          | Episodul: "Leave It to Me"                              |
| 1975      | The First Christmas                            | Sister Theresa / Naratoare (Voce)        | Special TV                                              |
| 1982      | Sweeney Todd: The Demon Barber of Fleet Street | Nellie Lovett                            | Spectacol filmat prezentat pe PBS                       |
| 1982      | Little Gloria... Happy at Last                 | Gertrude Vanderbilt Whitney              | Miniserial TV                                           |
| 1983      | The Gift of Love: A Christmas Story            | Amanda Fenwick                           | Film TV                                                 |
| 1984      | The First Olympics: Athens 1896                | Alice Garrett                            | Miniserial TV                                           |
| 1984      | A Talent for Murder                            | Ann Royce McClain                        | Film TV                                                 |
| 1984      | Lace                                           | Aunt Hortense Boutin                     | Miniserial TV                                           |
| 1984–1996 | Murder, She Wrote                              | Jessica Fletcher                         | Rol principal, 264 de episoade                          |
| 1986      | Magnum, P.I.                                   | Jessica Fletcher                         | Episodul: "Novel Connection"                            |
| 1986      | Rage of Angels: The Story Continues            | Marchesa Allabrandi                      | Film TV                                                 |
| 1988      | Shootdown                                      | Nan Moore                                | Film TV                                                 |
| 1989      | The Shell Seekers                              | Penelope Keeling                         | Film TV                                                 |
| 1990      | The Love She Sought                            | Agatha McGee                             | Film TV (alt titlu: A Green Journey)                    |
| 1992      | Mrs. 'Arris Goes to Paris                      | Mrs. Ada Harris                          | Film TV                                                 |
| 1996      | Mrs. Santa Claus                               | Mrs. Santa Claus                         | Film TV                                                 |
| 1997      | Murder, She Wrote: South by Southwest          | Jessica Fletcher                         | Film TV                                                 |
| 1999      | The Unexpected Mrs. Pollifax                   | Mrs. Emily Pollifax                      | Film TV                                                 |
| 2000      | Murder, She Wrote: A Story to Die For          | Jessica Fletcher                         | Film TV                                                 |
| 2001      | Murder, She Wrote: The Last Free Man           | Jessica Fletcher                         | Film TV                                                 |
| 2002      | Touched by an Angel                            | Lady Berrington                          | Episodul: "For All the Tea in China"                    |
| 2003      | Murder, She Wrote: The Celtic Riddle           | Jessica Fletcher                         | Film TV                                                 |
| 2004      | The Blackwater Lightship                       | Dora Devereux                            | Film TV                                                 |
| 2005      | Law & Order: Special Victims Unit              | Eleanor Duvall                           | Episodul: "Night"                                       |
| 2005      | Law & Order: Trial by Jury                     | Eleanor Duvall                           | Episodul: "Day"                                         |
| 2015      | Great Performances: Driving Miss Daisy         | Miss Daisy Werthan                       | Spectacol filmat prezentat în cinematografe și pe PBS   |
| 2017      | Little Women                                   | Aunt March                               | Miniserial TV, 3 episoade                               |

## Teatru
Sursa: PlaybillVault
| An        | Piesă                                          | Rol                    | Teatru                                                      | Ref.        |
| --------- | ---------------------------------------------- | ---------------------- | ----------------------------------------------------------- | ----------- |
| 1957      | Hotel Paradiso                                 | Marcelle (Madame Cot)  | Henry Miller's Theatre, Broadway                            |             |
| 1960–1961 | A Taste of Honey                               | Helen                  | Lyceum Theatre, Broadway                                    |             |
| 1964      | Anyone Can Whistle                             | Cora Hoover Hooper     | Majestic Theatre, Broadway                                  |             |
| 1966–1968 | Mame                                           | Mame Dennis            | Winter Garden Theatre, Broadway                             | [ 4 ]       |
| 1969      | Dear World                                     | Contesa Aurelia        | Mark Hellinger Theatre, Broadway                            |             |
| 1971      | Prettybelle                                    | Prettybelle Sweet      | Boch Center, Boston                                         | [ 5 ]       |
| 1972      | All Over                                       | The Mistress           | Aldwych Theatre, London                                     | [ 6 ]       |
| 1973–1975 | Gypsy                                          | Rose                   | Piccadilly Theatre, London Winter Garden Theatre, Broadway  |             |
| 1975–1976 | Hamlet                                         | Gertrude               | National Theatre, London                                    | [ 7 ] [ 8 ] |
| 1978      | The King and I                                 | Anna Leonowens         | Uris Theatre, Broadway                                      |             |
| 1979–1981 | Sweeney Todd: The Demon Barber of Fleet Street | Mrs. Nellie Lovett     | Uris Theatre, Broadway U.S. Tour                            | [ 9 ]       |
| 1982      | A Little Family Business                       | Lillian Ridley         | Ahmanson Theatre, Los Angeles Martin Beck Theatre, Broadway | [ 10 ]      |
| 1983      | Mame                                           | Mame Dennis            | Gershwin Theatre, Broadway                                  |             |
| 2007      | Deuce                                          | Leona Mullen           | Music Box Theatre, Broadway                                 |             |
| 2009      | Blithe Spirit                                  | Madame Arcati          | Shubert Theatre, Broadway                                   |             |
| 2009–2010 | A Little Night Music                           | Madame Armfeldt        | Walter Kerr Theatre, Broadway                               |             |
| 2012      | The Best Man                                   | Mrs. Sue-Ellen Gamadge | Gerald Schoenfeld Theatre, Broadway                         |             |
| 2013      | Driving Miss Daisy                             | Miss Daisy Werthan     | Australian Tour                                             | [ 11 ]      |
| 2014–2015 | Blithe Spirit                                  | Madame Arcati          | Gielgud Theatre, London North American Tour                 | [ 12 ]      |
| 2017      | The Chalk Garden                               | Mrs. St. Maugham       | Stage Reading Hunter College, New York City                 | [ 13 ]      |
| 2019      | The Importance of Being Earnest                | Lady Bracknell         | Stage Reading American Airlines Theatre, Broadway           | [ 14 ]      |

## Radio
| An   | Emisiune                 | Episod              | Note   |
| ---- | ------------------------ | ------------------- | ------ |
| 1947 | Suspense                 | "A Thing of Beauty" | [ 15 ] |
| 1952 | Theatre Guild on the Air | "Dear Brutus"       | [ 16 ] |

## Jocuri video
| An   | Titlu             | Rol        | Note      |
| ---- | ----------------- | ---------- | --------- |
| 2005 | Kingdom Hearts II | Mrs. Potts | Voce-over |